# ایل میشخاص
ایل میشخاص یکی از ایل‌های کردتبار ساکن استان ایلام است.

## خاستگاه و سکونتگاه‌ها
خاستگاه این مردم در بخش سیوان (محمودآباد ،میش خاص) و قسمتی از بخش مرکزی شهرستان ایلام می‌باشد، نظیر از شهر و آبادی‌های شامل :جعفرآباد (ایلام)، محمودآباد (ایلام)، میدان (ایلام)، داروند (ایلام)، حیدرآباد (ایلام)، حسین‌آباد (ایلام)، سربیشه (ایلام)، شان کبود، چاویز، چشمه داوی (چشمه دای)، بلیین (ایلام) و زردالوآباد است، همچین تعداد زیادی از این مردم در شهر ایلام سکونت دارند.

## ایلاق و قشلاق
ییلاق مردم میشخاص در قدیم دره ییلاقی هفت آو، دره گاوز، و دامنه کوه‌های کبیرکوه، قلارنگ، شلم و شاه نخجیر (گورژنه) و قشلاق نیز در شهرهای مهران و صالح آباد در مناطق کولگ، کوه سرخ، دهلبان، تنگه کنجان چم بوده است.

## طایفه‌ها و تیرها
شامل ۹ طایفه و چندین تیره می‌باشد از جمله:
- طایفه سراب[۵]
- طایفه خاسگه[۶]
- طایفه میان آب[۷]
- طایفه پایین آب[۸]
- طایفه توشمالان[۹]
- طایفه قجر[۱۰]
- طایفه گرزگرزی[۱۱]
- طایفه قلاخور[۱۲]
- طایفه بن ریزی[۱۳]
- طایفه طولابی[۱۴]